# Авигдор
Авигдо́р (ивр. אביגדור‎) — еврейское мужское имя. Омофон, или кинуй (светский заменитель еврейского имени) — Виктор.

## Происхождение
В варианте раздельного написания «Ави Гдор» (ивр. אֲבִי גְדוֹר‎, отец Гдора) встречается в имени Йереда Ави Гдора из племени Биньямина (1Пар. 4:18). В соответствии с принятым толкованием имена, перечисленные в данном стихе, в том числе имя Ави-Гдор, являются именами пророка Моисея (Моше). По мнению аморая рабби Хуна бар Аха, приведённому в данном толковании, это имя означает, что Моисея можно считать по праву отцом всех ограждающих (ивр. גודרין‎ годрин) народ Израиля (от бедствий).

## Производные имена
- Ави